# Президент на Беларус
Президентът на Беларус (на беларуски: Прэзідэнт Рэспублікі Беларусь) е държавният глава на Република Беларус.
Офисът е създаден през 1994 г. с приемането на Конституцията на Беларус от Върховния съвет. Това заменя на длъжността на председател на Върховния съвет като държавен глава. Задачите на президента включително изпълняващата външна и вътрешна политика, са да защитават правата и общото благосъстояние на гражданите и жителите и за съблюдаване на Конституцията. Президентът се изисква от конституцията, за да служи като лидер в областта на социалните работи на страната и да действа като основен представител в чужбина. Задълженията, отговорностите и други преходни клаузи, които се занимават с президентството, са изброени в глава трета, членове 79 до 89, от Конституцията.

## Списък на президентите на Беларус
| #  | Име                  | Мандат | Политическа партия |
| -- | -------------------- | ------ | ------------------ |
| 1. | Александър Лукашенко | 1994 – | независим          |